# Euchlaena propriaria
Euchlaena propriaria är en fjärilsart som beskrevs av Walker 1860. Euchlaena propriaria ingår i släktet Euchlaena och familjen mätare. Inga underarter finns listade i Catalogue of Life.